# Banderes a la Fórmula 1
Les Banderes a la Fórmula 1 desenvolupen un paper molt important en el mundial de Fórmula 1, la seva funció és fer saber informació important als pilots sense haver de baixar del monoplaça.
Des del 2010, s'han duplicat amb panells LEDs (les "banderes electròniques" o "DigiFlags") que representen les banderes principals (verda, groga, groga + SC o VSC, vermella, groga i vermella, blava), provades el 2008 durant la primera edició del Gran Premi de Singapur que té lloc a la nit.
A més, els conductors també tenen un LED groc al volant quan s'agita la bandera groga per servir de recordatori.
En funció del color que sigui la bandera que s'oneja, els operaris de carreres indicaran una cosa o una altra. Hi ha fins a deu banderes diferents, unes molt més conegudes que unes altres.
Aquestes són les banderes que s'utilitzen en l'actual Mundial de Fórmula 1:
- Bandera a quadres blancs i negres: Per a assenyalar el final de la carrera quan entra per línia de meta el guanyador.
- Bandera groga: Avisa d'un perill en la pista i d'un tram en el qual no es pot avançar. Pot ser una bandera o dues alhora en el mateix punt.
- Bandera vermella: Indica un perill important que obliga a parar als pilots i detenir la carrera.
- Bandera verda: Indica que la carrera torna a la normalitat després d'una bandera groga, la fi d'un perill o la retirada del safety car.
- Bandera negra: És l'expulsió immediata per al pilot al qual la hi mostren, havent d'abandonar en aquest moment la carrera.
- Bandera blanca: Assenyala que hi ha un vehicle que va més lent en la pista com una ambulància.
- Bandera blava: Avisa a un pilot que té un altre darrere que li està doblegant en la pista.
- Bandera vermella i groga: Informa que la zona està relliscosa a causa d'oli o aigua.
- Bandera negra i cercle taronja: Avisa als pilots que hi ha un monoplaça danyat que ha d'entrar de manera immediata en "boxes".
- Bandera diagonal blanca i negra: Advertiment a un pilot concret de comportament antiesportiu.